# Temporada 1976-77 de los Washington Bullets
La temporada 1976-77  fue la cuarta de los Bullets dentro del área de Washington D. C. y la decimosexta en sus diferentes localizaciones. La temporada regular acabó con 48 victorias y 34 derrotas, ocupando el tercer puesto de la Conferencia Este, alcanzando los playoffs, en los que cayeron ante Houston Rockets en semifinales de conferencia.

## Elecciones en elDraft
| Ronda | Puesto | Jugador       | Posición  | Nacionalidad   | Universidad     |
| ----- | ------ | ------------- | --------- | -------------- | --------------- |
| 1     | 13     | Mitch Kupchak | Ala-Pívot | Estados Unidos | North Carolina  |
| 1     | 14     | Larry Wright  | Base      | Estados Unidos | Grambling State |
| 2     | 31     | Joe Pace      | Pívot     | Estados Unidos | Coppin State    |

## Temporada regular
| División Central      | División Central | División Central | División Central | División Central | División Central | División Central | División Central | División Central |
| Equipo                | G                | P                | %                | PD               | Casa             | Fuera            | Div              |                  |
| --------------------- | ---------------- | ---------------- | ---------------- | ---------------- | ---------------- | ---------------- | ---------------- | ---------------- |
| y-Houston Rockets     | 49               | 33               | .598             | –                | 34–7             | 15–26            | 13–7             |                  |
| x-Washington Bullets  | 48               | 34               | .585             | 1                | 32–9             | 16–25            | 11–9             |                  |
| x-San Antonio Spurs   | 44               | 38               | .537             | 5                | 31–10            | 13–28            | 9–11             |                  |
| x-Cleveland Cavaliers | 43               | 39               | .524             | 6                | 29-12            | 14-27            | 8–12             |                  |
| New Orleans Jazz      | 35               | 47               | .427             | 14               | 26–15            | 9–32             | 10–10            |                  |
| Atlanta Hawks         | 31               | 51               | .378             | 18               | 19–22            | 12–29            | 9–11             |                  |

## Playoffs

### Primera ronda
Washington Bullets  vs. Cleveland Cavaliers
| Fecha       | Partido                                         | Ciudad    |
| ----------- | ----------------------------------------------- | --------- |
| 13 de abril | Washington Bullets 109, Cleveland Cavaliers 100 | Landover  |
| 15 de abril | Cleveland Cavaliers 91, Washington Bullets 83   | Cleveland |
| 17 de abril | Washington Bullets 104, Cleveland Cavaliers 98  | Landover  |
|             | Washington Bullets gana las series 2-1          |           |

### Semifinales de Conferencia
Houston Rockets vs. Washington Bullets 
| Fecha       | Partido                                     | Ciudad   |
| ----------- | ------------------------------------------- | -------- |
| 19 de abril | Houston Rockets 101, Washington Bullets 111 | Houston  |
| 21 de abril | Houston Rockets 124, Washington Bullets 118 | Houston  |
| 24 de abril | Washington Bullets 93, Houston Rockets 90   | Landover |
| 26 de abril | Washington Bullets 106, Houston Rockets 107 | Landover |
| 29 de abril | Houston Rockets 123, Washington Bullets 115 | Houston  |
| 1 de mayo   | Washington Bullets 103, Houston Rockets 108 | Landover |
|             | Houston Rockets gana las series 4-2         |          |

## Estadísticas
| Rk | Jugador           | Edad | P  | PT | MP   | TC  | TCI  | %TC  | TL  | TLI | %TL  | RO  | RD  | RT   | AS  | RB  | TAP | BP | FP  | PTS  |
| -- | ----------------- | ---- | -- | -- | ---- | --- | ---- | ---- | --- | --- | ---- | --- | --- | ---- | --- | --- | --- | -- | --- | ---- |
| 1  | Elvin Hayes       | 31   | 82 |    | 41.0 | 9.3 | 18.5 | .501 | 5.1 | 7.5 | .687 | 3.5 | 9.0 | 12.5 | 1.9 | 1.1 | 2.7 |    | 3.8 | 23.7 |
| 2  | Phil Chenier      | 26   | 78 |    | 36.4 | 8.4 | 18.9 | .444 | 3.5 | 4.1 | .841 | 0.7 | 3.1 | 3.8  | 3.8 | 1.5 | 0.5 |    | 2.1 | 20.2 |
| 3  | Wes Unseld        | 30   | 82 |    | 34.9 | 3.3 | 6.7  | .490 | 1.2 | 2.0 | .602 | 3.0 | 7.7 | 10.7 | 4.4 | 1.1 | 0.5 |    | 3.1 | 7.8  |
| 4  | Truck Robinson    | 25   | 41 |    | 32.4 | 6.4 | 13.5 | .478 | 3.1 | 4.6 | .677 | 2.9 | 6.0 | 8.9  | 1.1 | 0.7 | 0.4 |    | 3.0 | 16.0 |
| 5  | Tom Henderson     | 25   | 41 |    | 29.8 | 4.3 | 9.1  | .469 | 2.6 | 3.5 | .738 | 0.6 | 2.2 | 2.8  | 5.2 | 1.4 | 0.2 |    | 1.8 | 11.1 |
| 6  | Dave Bing         | 33   | 64 |    | 23.7 | 4.2 | 9.3  | .454 | 2.1 | 2.8 | .773 | 0.8 | 1.4 | 2.2  | 4.3 | 1.0 | 0.1 |    | 2.3 | 10.6 |
| 7  | Mitch Kupchak     | 22   | 82 |    | 18.5 | 4.2 | 7.3  | .572 | 2.1 | 3.0 | .691 | 2.2 | 3.8 | 6.0  | 0.8 | 0.3 | 0.4 |    | 2.5 | 10.4 |
| 8  | Larry Wright      | 22   | 78 |    | 18.2 | 3.4 | 7.6  | .440 | 1.1 | 1.5 | .765 | 0.4 | 0.8 | 1.3  | 3.0 | 0.7 | 0.1 |    | 2.2 | 7.8  |
| 9  | Leonard Gray      | 25   | 58 |    | 17.2 | 2.5 | 5.7  | .436 | 1.0 | 1.4 | .738 | 1.1 | 2.2 | 3.2  | 1.2 | 0.5 | 0.3 |    | 3.3 | 6.0  |
| 10 | Kevin Grevey      | 23   | 76 |    | 17.2 | 2.9 | 7.0  | .423 | 1.0 | 1.6 | .664 | 1.0 | 1.4 | 2.3  | 0.9 | 0.4 | 0.1 |    | 1.9 | 6.9  |
| 11 | Nick Weatherspoon | 26   | 11 |    | 13.8 | 2.5 | 6.9  | .355 | 0.5 | 0.7 | .625 | 1.0 | 1.2 | 2.2  | 0.2 | 0.3 | 0.5 |    | 1.7 | 5.4  |
| 12 | Bob Weiss         | 34   | 62 |    | 12.4 | 1.0 | 2.1  | .466 | 0.5 | 0.6 | .784 | 0.2 | 0.9 | 1.1  | 2.1 | 0.9 | 0.1 |    | 1.1 | 2.5  |
| 13 | Jimmy Jones       | 32   | 3  |    | 11.0 | 0.7 | 3.0  | .222 | 0.7 | 1.3 | .500 | 0.3 | 1.0 | 1.3  | 0.3 | 0.7 | 0.0 |    | 1.3 | 2.0  |
| 14 | Mike Riordan      | 31   | 49 |    | 5.9  | 0.7 | 1.9  | .362 | 0.2 | 0.3 | .733 | 0.1 | 0.4 | 0.6  | 0.4 | 0.1 | 0.0 |    | 0.7 | 1.6  |
| 15 | Joe Pace          | 23   | 30 |    | 4.0  | 0.8 | 1.8  | .436 | 0.5 | 1.0 | .552 | 0.5 | 0.6 | 1.1  | 0.1 | 0.1 | 0.6 |    | 1.0 | 2.1  |

## Galardones y récords
| Jugador       | Galardón                              |
| Elvin Hayes   | 2.º Mejor quinteto de la NBA All-Star |
| Mitch Kupchak | Mejor quinteto de rookies de la NBA   |
| Phil Chenier  | All-Star                              |